# Eye of the Hurricane (Impellitteri)
Eye of the Hurricane è il quinto album in studio della band heavy metal statunitense Impellitteri, pubblicato il 5 dicembre 1997 per la JVC.

## Tracce
1. Eye of the Hurricane – 4:31
2. Shed Your Blood – 3:23
3. Fuel for the Fire – 4:25
4. Race into the Light – 2:02
5. Bleed in Silence – 4:11
6. Master of Disguise – 4:38
7. On and On – 3:24
8. Everything Is You – 4:57
9. Kingdom Fighter – 4:08
10. Halloween – 2:36
11. Paradise – 6:02

### Tracce bonus per l'edizione UK
1. Warrior – 4:01
2. Fly Away – 4:03
3. Glory – 1:49
4. Hold the Line – 4:00
5. Victim Of The System – 3:26

## Formazione
- Rob Rock – voce
- Chris Impellitteri – chitarra
- James Amelio Pulli – basso
- Edward Harris Roth – tastiera
- Ken Mary – batteria